# Hey U X
Hey U X es el primer álbum de estudio de la cantante y compositora neozelandesa Benee. Se lanzó el 13 de noviembre de 2020 por Republic Records. El lanzamiento del álbum fue precedido por los sencillos «Night Garden», «Snail», «Plain» y «Kool». Hey UX fue escrito principalmente por Benee y su colaborador frecuente Josh Fountain, quien también fue productor ejecutivo del disco. Cuenta con apariciones especiales de Grimes, Lily Allen, Flo Milli, Gus Dapperton, entre otros. La versión en CD incluye una pista extra llamada «Make You Sick»

## Antecedentes
Benee comentó a Billboard que lanzaría un álbum en 2020, antes de anunciar formalmente el lanzamiento de Hey UX el 15 de octubre de 2020. Sobre el disco, le dijo a The New Zealand Herald , «Hey ux fue algo que me pareció lindo. Siento que nunca hay una palabra que resuma todo el asunto... trato de encontrar algo que sea completamente relevante». La pista del álbum «All the Time» presenta al músico Muroki con base en Raglan, quien se convirtió en la primera firmante del sello discográfico de Benee, Olive, que estableció a principios de octubre de 2020. Poco después del anuncio de Olive, Benee se embarcó en una gira nacional por Nueva Zelanda después de que el país no reportara ningún caso de COVID-19. Ella realizó ocho espectáculos en cuatro ciudades, con el espectáculo final en Spark Arena agotó los 12.000 asientos y se convirtió en el primer concierto con entradas agotadas en el lugar que se transmitirá en vivo a los titulares de boletos.

## Promoción
«Night Garden» con el músico británico Bakar y el productor estadounidense Kenny Beats fue lanzado el 15 de julio de 2020 como el sencillo principal oficial del álbum. «Snail»  fue lanzado el 10 de agosto de 2020 y fue el segundo sencillo del álbum. Tanto «Night Garden» como «Snail» recibieron videos musicales para apoyar su lanzamiento. «Plain» fue lanzado el 27 de octubre de 2020 como el tercer sencillo, pero no recibió un video musical para respaldar su lanzamiento, mientras que «Kool» fue lanzado como el cuarto sencillo del álbum, junto con un video musical.
Hey UX también incluye la canción «Supalonely» con Gus Dapperton, que sirvió como el tercer sencillo del EP de 2019 Stella & Steve.

## Lista de canciones
| Edición estándar |                                            |                                                                    |                           |          |  |
| N.º              | Título                                     | Escritor(es)                                                       | Director(es)              | Duración |  |
| 1.               | «Happen to Me»                             | Stella Bennett y Joshua Fountain                                   | Fountain                  | 3:51     |  |
| 2.               | «Same Effect»                              | Bennett, Fountain y Jason Schoushkoff                              | Fountain y Djeisan Suskov | 4:04     |  |
| 3.               | «Sheesh» (con Grimes)                      | Bennett, Fountain y Claire Boucher                                 | Fountain                  | 3:33     |  |
| 4.               | «Supalonely» (con Gus Dapperton)           | Bennett, Jenna Andrews, Fountain y Brendan Patrick Rice            | Fountain                  | 3:43     |  |
| 5.               | «Snail»                                    | Bennett y Fountain                                                 | Fountain                  | 3:00     |  |
| 6.               | «Plain» (con Lily Allen and Flo Milli)     | Bennett, Andrews, Fountain, Schoushkoff, Lily Allen y Tamia Carter | Fountain y Suskov         | 3:52     |  |
| 7.               | «Kool»                                     | Bennett, Fountain y Schoushkoff                                    | Fountain y Suskov         | 2:48     |  |
| 8.               | «Winter» (con Mallrat)                     | Bennett, Andrews, Fountain, Jonah Christian, Mallrat y Grace Shaw  | Fountain y Christian      | 3:07     |  |
| 9.               | «A Little While»                           | Bennett                                                            | Fountain                  | 3:18     |  |
| 10.              | «Night Garden» (con Kenny Beats and Bakar) | Bennett, Kenneth Blume y Bakar Shariff                             | Kenny Beats               | 3:41     |  |
| 11.              | «All the Time» (con Muroki)                | Bennett, Fountain y Christian                                      | Fountain y Christian      | 3:08     |  |
| 12.              | «If I Get to Meet You»                     | Bennett y Fountain                                                 | Fountain                  | 3:02     |  |
| 13.              | «C U»                                      | Bennett, Fountain y Schoushkoff                                    | Fountain y Suskov         | 3:00     |  |
| 44:07            |                                            |                                                                    |                           |          |  |